# Geltorf
Geltorf (en danois: Geltorp) est une municipalité allemande située dans le land du Schleswig-Holstein et dans l'arrondissement de Schleswig-Flensbourg. En 2015, sa population est de 376 habitants.